# Marianne Mattsson
Marianne Elisabet Mattsson, född 18 november 1967, är en svensk översättare. Hon översätter från engelska, norska och danska.

## Översättningar (urval)
- Hanne-Vibeke Holst: Trilogin om Therese Skårup (Thereses tilstand; Det virkelige liv; En lykkelig kvinde) Bonnier 2004.
- Anita Shreve: Ljus över snö (Light on Snow) Wahlström & Widstrand 2006.
- John Grogan: Marley och jag (Marley & Me) Forum 2007.
- Nick Hornby: Slam (Slam) Forum 2008.
- Bill Bryson: En kortfattad historik över nästan allting i ditt hem (At home) Forum 2012.
- Graeme Simsion: Projekt Rosie (The Rosie Project) Forum 2013.
- John Cleese: Men hur som helst (So, anyway) Forum 2014.
- Hilary Mantel: Skuggan av ett liv (Giving Up the Ghost) Weyler förlag 2014.
- Hilary Mantel: Frihet; Jämlikhet; Broderskap (A Place of Greater Safety) Weyler förlag 2016–2017. (Broderskap tillsammans med Jens Ahlberg.)
- Luke Harding: Sammansvärjningen (Collusion) Albert Bonniers förlag 2017.
- Katharina Vestre: Det första mysteriet. Historien om dig innan du föddes. Atlantis 2018.